# Білка (притока Жираку)
Бі́лка — річка в Україні, в Кременецькому районі Тернопільської області, права притока річки Жирак.
Витікає з джерел на півночі села Вербовець, протікає через село Мартишківці, впадає в річку Жирак у селі Мала Білка. Довжина — 17 км, площа басейну — 46 км².